# کیئک
کیئک (انگلیسی: Keek) شرکت فناوری اطلاعات کانادایی است، که در سال ۲۰۱۱ توسط ایزاک رایچیک تأسیس شد.